# Distoleon ilione
Distoleon ilione is een insect uit de familie van de mierenleeuwen (Myrmeleontidae), die tot de orde netvleugeligen (Neuroptera) behoort. 
Distoleon ilione is voor het eerst wetenschappelijk beschreven door Banks in 1911.